# Ilha d'Água
Ilha d'Água (portugisiska: Ilha d’Água) är en ö i Brasilien.   Den ligger i delstaten Rio de Janeiro, i den sydöstra delen av landet, 900 km sydost om huvudstaden Brasília.